# The Hills (The Weeknd)
The Hills is een nummer van de Canadese zanger The Weeknd uit 2015. Het is de tweede single van zijn tweede studioalbum Beauty Behind the Madness.
Het nummer werd in veel landen een grote hit. In The Weeknds thuisland Canada haalde het de nummer 1-positie. In Nederland werd "The Hills" echter geen grote hit; daar haalde het de 1e positie in de Tipparade. In de Vlaamse Ultratop 50 deed het nummer het wel aardig met een 18e positie.
Er bestaan twee officiële remix-versies van het nummer; één met de Amerikaanse rapper Eminem en één met de Trinidads-Amerikaanse rapster Nicki Minaj.